# وی‌اس‌یو فوتسال
باشگاه فوتسال دانشگاه دولتی وانادزور (انگلیسی: Vanadzor State University Futsal Club) اختصاراً وی‌اس‌یو فوتسال (انگلیسی: VSU Futsal) یک باشگاه فوتسال حرفه‌ای در ارمنستان می‌باشد که به نمایندگی از دانشگاه دولتی وانادزور در لیگ برتر فوتسال ارمنستان حضور دارد. این باشگاه در شهر وانادزور استان لوری مستقر می‌باشد و در سال ۲۰۱۵ بنیانگذاری شده‌است. این باشگاه بازی‌های خانگی خود را در ورزشگاه آرمنیا برگزار می‌کند.

## فصل به فصل
| فصل     | رده | دسته     | مقام |
| ------- | --- | -------- | ---- |
| ۲۰۱۵–۱۶ | ۱   | لیگ برتر | ۶ام  |
| ۲۰۱۶–۱۷ | ۱   | لیگ برتر | ۳ام  |
| ۲۰۱۷–۱۸ | ۱   | لیگ برتر | ۵ام  |